# Ид, его и супер его
Психолошку теорију о иду, егу и супер-егу је формулисао Сигмунд Фројд.

## Ид
Ид је према психоаналитичкој теорији личности један од три дела структуре личности, поред ега и супер-ега. Ид је првобитна инстанца личности која, због своје нагонске природе, не познаје законе времена, логике и морала и у којој не постоје време и простор. Фројд је ид означио као архаичну област и језгро нагонских сила чији је једини циљ непосредно и потпуно задовољење. Због своје флуидне и неорганизоване енергије и неразумности, снага ида је недоступна свести. Зато се све што се догађа у иду може разумети путем анализе слободних асоцијација, снова и симптома неуротичних поремећаја. Према психоаналитичкој теорији из првобитног „сировог“ материјала ида касније се, процесима диференцијације, развијају друге (под-)структуре, а пре свега его.

## Его
Его је по психоаналитичкој теорији средишњи део троделне структуре личности, настао модификацијом ида у додиру са спољашњим светом. Као средишња инстанца личности често је проглашаван „слугом“ ида и суперега. Најважнији задатак ега је да се управља принципом реалности. Тиме он игра главну улогу у интеграцији појединих психичких делова личности у складну целину. Уколико его не успева да „помири“ тежње ида са мерилима супер-ега често се јављају различити механизми одбране. И у таквим случајевима улога ега у прилагођавању стварности остаје најважнија јер у супротном долази до поремећаја у функционисању личности.

## Супер-его
Супер-его је, по Фројду, део организације психолошког „апарата“ личности који је носилац моралних норми. Формира се током процеса социјализације у најранијем детињству.

## Теорије
Его идеал је савршена слика о себи са којом се его упоређује и коју тежи да достигне. То није оно какав би его заиста желео да буде, већ је то, под родитељским утицајима настао, споља наметнути идеал који му прописује какав би морао да буде.
Его отпор је неприхватање ега да садржаје ида доведе у свест, посебно у ситуацијама када такви захтеви противурече моралним и другим нормама. Отпор се посебно јавља у терапијским ситуацијама коришћења механизама одбране који су неуспешни.
Его одбрана је одбрана коју его користи; пошто је изложен сталним, често неприхватљивим захтевима из ида мора користити заштитне механизме одбране личности. Њихово коришћење је у служби бољег функционисања ега само уколико не представља систем који доводи до его-неурозе када није у могућности да успешно разреши проблеме који се стално намећу између спољашње и унутрашње реалности.
Его снаге су, у психодинамској теорији, степен психичке енергије који стоји појединцу на располагању за решавање проблема, унутрашњих конфликата и одбране од менталног стреса и стреса из окружења. Его снаге структурирају капацитет појединца за логичко размишљање, интелигенцију, перцептивност и самоконтролу над импулсима који теже да одмах постигну гратификацију.
Его дезинтеграција је у психоаналитичкој теорији, губитак способности ега да настави своју функцију медијације међу захтевима ида и супер-ега. Такође, слом способности ега да се носи са сопственим функцијама, попут одбране од стресора, разликовања стварности од фантазије, одлагања гратификације и медијације између захтева тела и захтева окружења.